# Resolutie 1586 Veiligheidsraad Verenigde Naties
Resolutie 1586 van de Veiligheidsraad van de Verenigde Naties werd unaniem door de VN-Veiligheidsraad aangenomen op 14 maart 2005 en verlengde de waarnemingsmissie op de Ethiopisch-Eritrese met een half jaar.

## Achtergrond
Na de Tweede Wereldoorlog werd Eritrea bij Ethiopië gevoegd als een federatie. In 1962 maakte keizer Haile Selassie er een provincie van, waarop de Eritrese Onafhankelijkheidsoorlog begon. In 1991 bereikte Eritrea na een volksraadpleging die onafhankelijkheid. Er bleef echter onenigheid over een aantal grensplaatsen. In 1998 leidde een grensincident tot een oorlog waarbij tienduizenden omkwamen. Pas in 2000 werd een akkoord bereikt en een 25 kilometer brede veiligheidszone ingesteld die door de UNMEE-vredesmacht werd bewaakt. Een gezamenlijke grenscommissie wees onder meer de stad Badme toe aan Eritrea, maar jaren later werd het gebied nog steeds door Ethiopië bezet.

## Inhoud

### Waarnemingen
De UNMEE-waarnemingsmissie slaagde erin de integriteit van de tijdelijke veiligheidszone op de grens tussen Ethiopië en Eritrea te bewaren, maar er rees bezorgdheid over de vele Ethiopische troepen errond. Voorts was permanente vrede tussen de twee maar mogelijk als de grens volledig werd afgebakend. Gezien de grenscommissie
hier geen vooruitgang kon maken had ze besloten haar kantoren te sluiten.
Ethiopië verwierp belangrijke delen van de commissies beslissing en weigerde verdere medewerking. Eritrea weigerde dan weer medewerking met de speciale gezant van secretaris-generaal Kofi Annan. Wel aanvaardde Eritrea onvoorwaardelijk de beslissing van de grenscommissie. Het vijfpuntenvoorstel van Ethiopië van 25 november 2004 werd door de Raad verwelkomd.

### Handelingen
Het mandaat van de UNMEE-waarnemingsmissie werd verlengd tot 15 september.
De twee partijen werden opgeroepen geen bijkomende troepen meer naar de grensstreek te sturen, maar er zelfs terug te trekken. Positieve ontwikkelingen, zoals de directe vliegroute tussen de hoofdsteden Addis Ababa en Asmara, werden verwelkomd. Eritrea werd opgeroepen ook de weg tussen Asmara en Barentu te heropenen.
De partijen werden voorts opgeroepen samen te werken met de grenscommissie. Ethiopië moest beginnen met de uitvoering van diens beslissing. Eritrea moest dan weer de bemiddeling van de secretaris-generaal en zijn gezant aanvaarden.

## Verwante resoluties
- Resolutie 1531 Veiligheidsraad Verenigde Naties (2004)
- Resolutie 1560 Veiligheidsraad Verenigde Naties (2004)
- Resolutie 1622 Veiligheidsraad Verenigde Naties
- Resolutie 1640 Veiligheidsraad Verenigde Naties

Lijst ·  1581 ·  1582 ·  1583 ·  1584 ·  1585 ·  1586 ·  1587 ·  1588 ·  1589 ·  1590 ·  1591 ·  1592 ·  1593 ·  1594 ·  1595 ·  1596 ·  1597 ·  1598 ·  1599 ·  1600 ·  1601 ·  1602 ·  1603 ·  1604 ·  1605 ·  1606 ·  1607 ·  1608 ·  1609 ·  1610 ·  1611 ·  1612 ·  1613 ·  1614 ·  1615 ·  1616 ·  1617 ·  1618 ·  1619 ·  1620 ·  1621 ·  1622 ·  1623 ·  1624 ·  1625 ·  1626 ·  1627 ·  1628 ·  1629 ·  1630 ·  1631 ·  1632 ·  1633 ·  1634 ·  1635 ·  1636 ·  1637 ·  1638 ·  1639 ·  1640 ·  1641 ·  1642 ·  1643 ·  1644 ·  1645 ·  1646 ·  1647 ·  1648 ·  1649 ·  1650 ·  1651